# Ritwik Ghatak
Ritwik Ghatak (Dacca, 4 novembre 1925 – Calcutta, 6 febbraio 1976) è stato un regista e scrittore indiano.
La sua fama è paragonabile a quella di Satyajit Ray e Mrinal Sen.
Ha scritto molto per il teatro, traducendo anche in bengali Bertolt Brecht e Gogol'.
In seguito si è dedicato più assiduamente alla regia, con film fuori dai grossi circuiti commerciali, di stampo prettamente culturale.
Ha girato inoltre svariati cortometraggi e documentari.

## Filmografia
- Nagarik (1952)
- Ajantrik (1958)
- Bari Theke Paliye (1959)
- Meghe Dhaka Tara (1960)
- Komal Gandhar (1961)
- Il fiume Subarna (1962/65)
- Titash Ekti Nadir Naam (1973)
- Jukti Takko Aar Gappo (1974)